# طاش كند
طاش كند (بالتركية: Taşkent)‏ هي بلدة ومُديريَّة تقع في ولاية قونية بتركيا. تصل مساحتها إلى 595.4 كم²، وترتفع عن سطح البحر حوالي 1363 م.